# Puligny-Montrachet
Pour le vin homonyme, voir Puligny-montrachet (AOC).
Puligny-Montrachet est une commune française située dans le département de la Côte-d'Or en région Bourgogne-Franche-Comté.

## Géographie

### Climat
Pour des articles plus généraux, voir Climat de la Bourgogne-Franche-Comté et Climat de la Côte-d'Or.
En 2010, le climat de la commune est de type climat océanique dégradé des plaines du Centre et du Nord, selon une étude du Centre national de la recherche scientifique s'appuyant sur une série de données couvrant la période 1971-2000. En 2020, Météo-France publie une typologie des climats de la France métropolitaine dans laquelle la commune est exposée à un climat océanique altéré et est dans la région climatique  Bourgogne, vallée de la Saône, caractérisée par un bon ensoleillement (1 900 h/an), un été chaud (18,5 °C), un air sec au printemps et en été et des vents faibles. 
Pour la période 1971-2000, la température annuelle moyenne est de 11,2 °C, avec une amplitude thermique annuelle de 17,7 °C. Le cumul annuel moyen de précipitations est de 782 mm, avec 11,4 jours de précipitations en janvier et 7 jours en juillet. Pour la période 1991-2020, la température moyenne annuelle observée sur la station météorologique de Météo-France la plus proche, « La Rochepot », sur la commune de La Rochepot à 6 km à vol d'oiseau, est de 10,6 °C et le cumul annuel moyen de précipitations est de 849,5 mm,. Pour l'avenir, les paramètres climatiques de la commune estimés pour 2050 selon différents scénarios d'émission de gaz à effet de serre sont consultables sur un site dédié publié par Météo-France en novembre 2022.

## Urbanisme

### Typologie
Au 1er janvier 2024, Puligny-Montrachet est catégorisée commune rurale à habitat dispersé, selon la nouvelle grille communale de densité à 7 niveaux définie par l'Insee en 2022.
Elle est située hors unité urbaine. Par ailleurs la commune fait partie de l'aire d'attraction de Beaune, dont elle est une commune de la couronne,. Cette aire, qui regroupe 64 communes, est catégorisée dans les aires de 50 000 à moins de 200 000 habitants,.

### Occupation des sols
L'occupation des sols de la commune, telle qu'elle ressort de la base de données européenne d’occupation biophysique des sols Corine Land Cover (CLC), est marquée par l'importance des territoires agricoles (92,6 % en 2018), une proportion sensiblement équivalente à celle de 1990 (92,8 %). La répartition détaillée en 2018 est la suivante : 
cultures permanentes (63,9 %), zones agricoles hétérogènes (17,4 %), zones urbanisées (6,5 %), prairies (6 %), terres arables (5,3 %), forêts (0,8 %). L'évolution de l’occupation des sols de la commune et de ses infrastructures peut être observée sur les différentes représentations cartographiques du territoire : la carte de Cassini (XVIIIe siècle), la carte d'état-major (1820-1866) et les cartes ou photos aériennes de l'IGN pour la période actuelle (1950 à aujourd'hui).

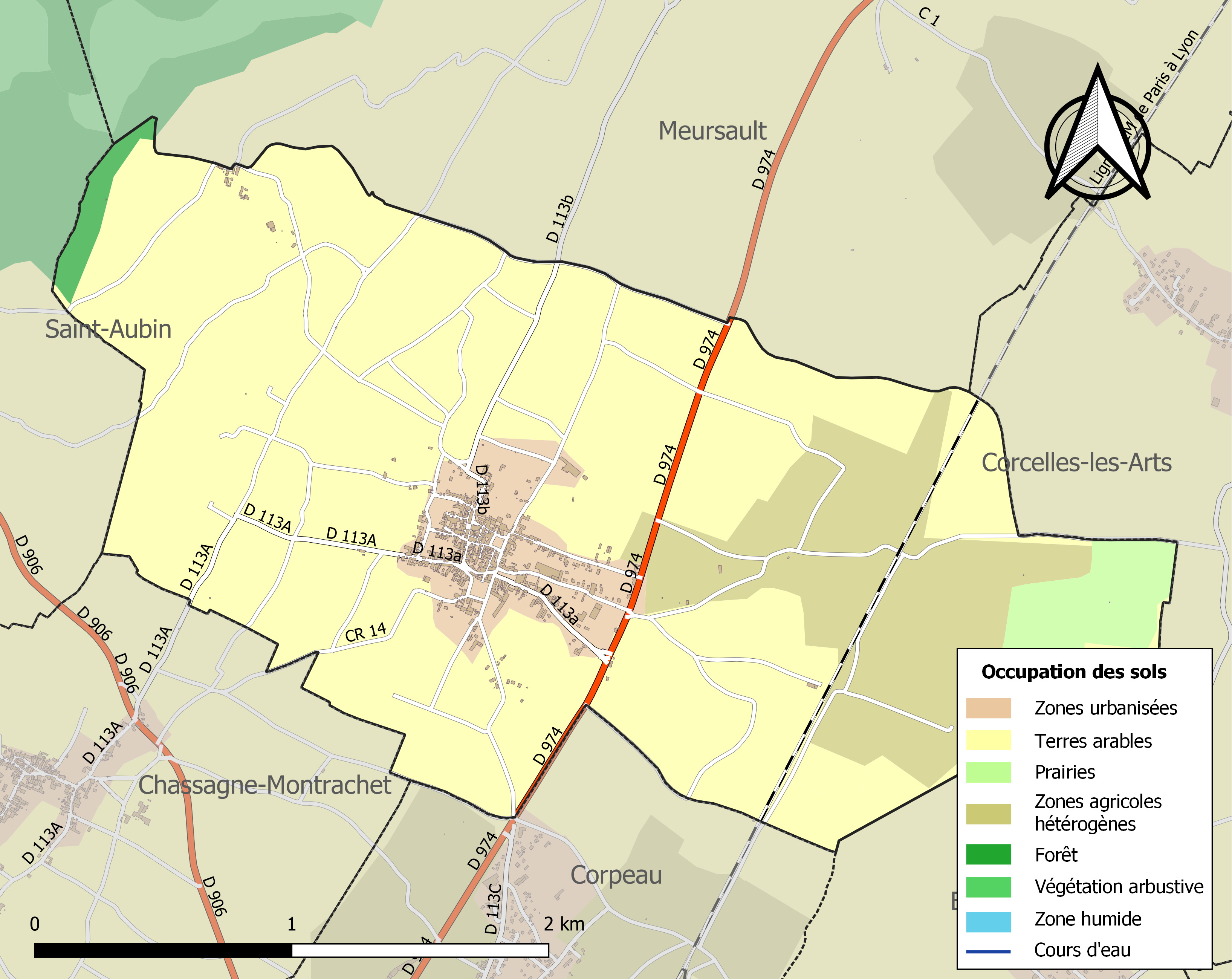
Carte des infrastructures et de l'occupation des sols de la commune en 2018 (CLC).

## Politique et administration
| Période                                  | Période         | Identité                | Étiquette | Qualité            |
| ---------------------------------------- | --------------- | ----------------------- | --------- | ------------------ |
| 1800                                     | 1803            | Charles Recouvrot       |           |                    |
| 1803                                     | 1809            | Pierre Latour           |           |                    |
| 1809                                     | 1814            | François-Charles Segaud |           |                    |
| 1814                                     | 25 juin 1815    | Michel Edouard          |           |                    |
| 25 juin 1815                             | 2 décembre 1815 | Charles Mathouillet     |           |                    |
| 2 décembre 1815                          | 1827            | Antoine Deschaud        |           |                    |
| 1827                                     | 1831            | Jean-Antoine Lardet     |           | officier de marine |
| 1831                                     | 1837            | Jean-Baptiste Edouard   |           |                    |
| 1837                                     | 1852            | Etienne Latour          |           |                    |
| 1852                                     | 1852            | Mathouillet-Guenot      |           |                    |
| 1852                                     | 1861            | Philibert Letort        |           |                    |
| 1861                                     | 1865            | Jules Esdouhard         |           |                    |
| 1865                                     | 1870            | Ernest Labouré          |           |                    |
| 1870                                     |                 | Mathouillet-Gueneau     |           |                    |
| avant 1981                               | ?               | Jean-René Chartron      |           |                    |
| mars 2001                                | mars 2020       | Bernard Nonciaux        |           |                    |
| 2020                                     | en cours        | Alexandra Pascal        |           |                    |
| Les données manquantes sont à compléter. |                 |                         |           |                    |

## Démographie
L'évolution du nombre d'habitants est connue à travers les recensements de la population effectués dans la commune depuis 1793. Pour les communes de moins de 10 000 habitants, une enquête de recensement portant sur toute la population est réalisée tous les cinq ans, les populations de référence des années intermédiaires étant quant à elles estimées par interpolation ou extrapolation. Pour la commune, le premier recensement exhaustif entrant dans le cadre du nouveau dispositif a été réalisé en 2007.

En 2022, la commune comptait 353 habitants, en évolution de −8,79 % par rapport à 2016 (Côte-d'Or : +0,82 %, France hors Mayotte : +2,11 %).
| 1793 | 1800 | 1806  | 1821  | 1836  | 1841  | 1846  | 1851  | 1856  |
| ---- | ---- | ----- | ----- | ----- | ----- | ----- | ----- | ----- |
| 752  | 876  | 1 009 | 1 062 | 1 194 | 1 166 | 1 139 | 1 162 | 1 134 |

| 1861  | 1866  | 1872  | 1876  | 1881  | 1886  | 1891  | 1896 | 1901 |
| ----- | ----- | ----- | ----- | ----- | ----- | ----- | ---- | ---- |
| 1 121 | 1 150 | 1 181 | 1 135 | 1 111 | 1 056 | 1 019 | 940  | 929  |

| 1906 | 1911 | 1921 | 1926 | 1931 | 1936 | 1946 | 1954 | 1962 |
| ---- | ---- | ---- | ---- | ---- | ---- | ---- | ---- | ---- |
| 875  | 795  | 673  | 646  | 658  | 586  | 604  | 620  | 644  |

| 1968 | 1975 | 1982 | 1990 | 1999 | 2006 | 2007 | 2012 | 2017 |
| ---- | ---- | ---- | ---- | ---- | ---- | ---- | ---- | ---- |
| 597  | 528  | 528  | 466  | 464  | 431  | 426  | 384  | 389  |

| 2022 | - | - | - | - | - | - | - | - |
| ---- | - | - | - | - | - | - | - | - |
| 353  | - | - | - | - | - | - | - | - |

## Économie

### Vignoble
Le vin d'appellation d'origine contrôlée puligny-montrachet est produit dans cette commune. Cette appellation est incluse dans le vignoble de la côte de Beaune, en Bourgogne. Outre ces grands vins, la commune viticole de Puligny-Montrachet a l'autorisation de produire des vins génériques comme: le Bourgogne Aligoté, le Crémant de Bourgogne, le Bourgogne, le Bourgogne Passe-tout-grains et les coteaux bourguignons.
Alexandre Dumas disait qu'ils devraient être bus « à genoux et tête découverte ». Thomas Jefferson les considérait comme les meilleurs au monde. Et dire qu'ils prennent naissance sur ce Mont Chauve, trait d'union entre Puligny-Montrachet et Chassagne-Montrachet. Une « petite montagne bien sèche et bien laide », disait Stendhal, mais qui offre un vin si grand, si charnu qu'il est depuis toujours considéré comme l'un des meilleurs blancs.

## Culture locale et patrimoine

### Lieux et monuments
- L'église, placée sous le vocable de l'Assomption, construite au XIIIe siècle, avec chapelle gauche fondée par Charles de Mypont et Jeanne de Lugny à la fin du XVe siècle ; voûte du chœur datée 1619 ; réfection de la voûte de la nef au début du XVIe siècle et au XVIIe siècle ; construction de la travée antérieure de la nef et des bas-côtés au début du 4e quart du XVIIIe siècle, date 1779 gravée sur le doubleau antérieur de la nef et la plate-bande du portail ; chapelle droite construite en 1849 ; abside et sacristie construites par l'architecte beaunois Forest en 1850-1851 ; restauration de la chapelle droite datée 1860 ; enduit à décor de faux appareil daté 1890. Dans cette église est notamment conservée une dalle funéraire classée au titre des Monuments historiques depuis le 1er décembre 1913 : celle de Charles de Mypont et de Jeanne de Lugny[Note 3].

### Personnalités liées à la commune
- Paul Fleurot (1874-1946), homme politique français.
- Philip Habib (1920-1992), homme politique américain d’origine libanaise.

### Héraldique
| Blason de Puligny-Montrachet | Blason  | D'azur au chevron haussé d'or accompagné en pointe d'une grappe de raisin du même surmontée d'une couronne antique d'argent brochant sur le chevron. |
| Blason de Puligny-Montrachet | Détails | Le statut officiel du blason reste à déterminer. |

### Festivités
Puligny-Montrachet est l'un des 3 villages viticoles (avec Corpeau et Blagny) où se déroulera les 19 et 20 mars la Saint-Vincent tournante 2022. Au programme de ce weekend à l'ambiance conviviale : procession des confréries traditionnelles en musique, cérémonie à l'église et dégustations de vins de Bourgogne et de spécialités du terroir.